# دوبرویواتس (بویواتس)
دوبرویواتس (به صربی: Dobrujevac) یک منطقهٔ مسکونی در صربستان است که در Boljevac واقع شده‌است. دوبرویواتس ۲۳۶ نفر جمعیت دارد.